# Paspalum hirsutum
Paspalum hirsutum är en gräsart som beskrevs av Anders Jahan Retzius. Paspalum hirsutum ingår i släktet tvillinghirser, och familjen gräs. Inga underarter finns listade i Catalogue of Life.